# Maladie de Pompe
La maladie de Pompe est une maladie génétique progressive et souvent fatale en rapport avec une anomalie de fonctionnement de l'alpha-1,4-glucosidase acide, une enzyme lysosomiale qui hydrolyse le glycogène en glucose.
Cette maladie est responsable d'une atteinte musculaire par anomalie du métabolisme du glycogène. Comme l'enzyme défectueuse est localisée au niveau du lysosome, elle est souvent classée comme une maladie de surcharge lysosomale.
Elle doit son nom au médecin néerlandais Joannes Cassianus Pompe qui la décrivit en 1932 sur un enfant décédé à 7 mois d'une hypertrophie cardiaque.

## Cause
Le déficit enzymatique est dû à une mutation sur le gène responsable de sa production. Il est situé sur le chromosome 17. Près de 150 mutations ont été identifiées, les trois quarts conduisant à la maladie.
La maladie est de transmission autosomique récessive, ce qui implique la présence de porteurs sains (patients ayant une mutation mais ne présentant pas la maladie).
Le type de mutation n'est que partiellement en rapport avec la présentation de la maladie (forme infantile ou de l'adulte).
Cette pathologie amène une réduction d’une hydrolase lysosomiale qui n'est pas impliquée dans les voies majeures de la dégradation du glycogène, mais comme pour beaucoup d'enzymes lysosomiales, elle joue apparemment un rôle dans le recyclage des matériaux cellulaires. Le glycogène s'accumule dans les lysosomes et finit par tuer la cellule. Cela affecte différents tissus, dont le cœur, les muscles, le foie ainsi que le système nerveux. Le développement du corps ralentit jusqu'à provoquer la mort.

## Épidémiologie
La prévalence est 1:18,698 naissances.

## Description
La maladie de Pompe se présente sous des formes très diverses. Les premières manifestations peuvent apparaitre dès les premiers jours de vie ou vers 50 ans.

### Forme infantile
La forme infantile de la maladie de Pompe peut se manifester in utero mais débute le plus souvent dans les premiers jours de la vie par une hypotonie, des difficultés alimentaires, une hypotrophie, des troubles respiratoires et surtout par une atteinte cardiaque se caractérisant par des parois épaissies pouvant gêner l'éjection du sang (cardiomyopathie hypertrophique) responsable d'une insuffisance cardiaque.
Des troubles de l'audition sont habituels en rapport avec une anomalie de la perception ou de la transmission.
En l'absence de traitement le décès survient dans la première année de vie.

### Forme juvénile ou intermédiaire
La forme intermédiaire de la maladie de Pompe peut se manifester de l'âge d'un an jusqu'à l'âge adulte. Sa progression est plus lente.  Sous cette forme, l'atteinte de coeur est modérée voir insignifiante. 

### Forme adulte
Il s'agit, par essence de formes moins graves et les premiers symptômes peuvent apparaitre dès l'enfance ou plus tardivement. Le tableau est essentiellement musculaire et respiratoire, l'atteinte cardiaque étant inconstante. La maladie se manifeste par une faiblesse musculaire d'aggravation progressive et pouvant devenir très handicapante, nécessitant un fauteuil roulant. Au niveau respiratoire l'hypotonie du diaphragme induit une hypoventilation pouvant, à la longue, faire nécessiter une assistance respiratoire.
L'évolution peut être assez rapide après l'apparition des premiers symptômes, conduisant sans traitement, à une invalidité importante en moins de deux ans et parfois au décès.

## Diagnostic

### Tests d'orientations
- Élévation des enzymes musculaires : dans la forme infantile, la créatine kinase présente à un taux très élevé n'est pas spécifique ; les valeurs des transaminases (ASAT/ALAT) et la lactate déshydrogénase (LDH) sont également élevées.
- L'élévation urinaire de certains oligosaccharides est constante dans la maladie de Pompe mais peut être aussi retrouvée dans les autres glycogènoses[9].
- Électromyogramme : tracé myogène (signature d'une origine musculaire, sans implications des nerfs connectés aux muscles).

### Test de confirmation
Le dosage de l'activité de l'alpha-glucosidase par culture de fibroblaste cutané est la méthode la plus fiable pour faire le diagnostic :
- un déficit total (activité inférieure à 1 % du contrôle) est associé avec la forme infantile ;
- un déficit partiel (activité entre 2 % et 40 % du contrôle) est associé avec la forme non classique infantile et la forme adulte[10] ;
- un déficit restant supérieur à 50 % ne provoque, en règle, aucun symptôme[2].

Cette mesure ne permet cependant pas de discriminer de manière fine entre les porteurs sains de l'anomalie et les sujets non atteints : un diagnostic génétique est alors nécessaire.
Cette activité peut être dosée sur les villosité placentaires pour faire le diagnostic anténatal.
À la différence des autres glycogénoses, la maladie de Pompe est aussi une maladie lysosomale : la biopsie musculaire peut être utilisée pour mettre en évidence par des méthodes de coloration des lysosomes chargées de glycogène. Cependant chez 20 à 30 % des individus atteints de la forme adulte la biopsie musculaire est normale.

## Prise en charge et traitement

### Prise en charge
Prise en charge de l'insuffisance respiratoire, traitement symptomatique de la défaillance cardiaque dans la forme néonatale. Dans la forme de l'adulte, la ventilation nocturne au masque permet longtemps d'améliorer le confort de ces patients. L'effet favorable d'un régime riche en protéines et pauvre en hydrates de carbone a été rapporté dans quelques cas.

### Traitement
L'alpha-glucosidase, commercialisée sous le nom de Myozyme depuis 2006 est une enzyme humaine produite par génie génétique. Dans les formes infantiles, il prolonge substantiellement la survie en diminuant l'atteinte musculaire et cardiaque, le résultat étant d'autant plus favorable que le traitement a été débuté tôt. Il nécessite une administration intraveineuse tous les quinze jours.
Il semble également efficace dans les formes non infantiles mais l'expérience en est moindre.
Certaines formes de la maladie, comportant un déficit complet de l'enzyme, peuvent induire une réaction immunologique après introduction de ce dernier et rendre inefficace le traitement. Cela peut être pallier par l'adjonction d'un traitement immunomodulateur. Une autre piste est de débuter le traitement in utero, permettant de minimiser l'immunomodulation.

## Divers
Le film Mesures exceptionnelles de Tom Vaughan est basé sur l'histoire de la découverte du traitement.

## Sources
- Site Sanofi grand public sur la maladie de Pompe: https://www.maladie-de-pompe.fr
- Vaincre les Maladies Lysosomales
- Maladie de Pompe AFM
- Site en français de renseignements sur les maladies rares et les médicaments orphelins
- (en) Online Mendelian Inheritance in Man, OMIM (TM). Johns Hopkins University, Baltimore, MD. MIM Number:232300